# Nagyfödémes
Nagyfödémes (szlovákul Veľké Úľany, korábban Veľký Fedymeš) község Szlovákiában, a Nagyszombati kerületben, a Galántai járásban. A járás legnépesebb községe.

## Fekvése
Galántától 12 km-re nyugatra, a Mátyusföld északnyugati peremén, a Kis-Duna és a Feketevíz közötti síkságon fekszik. Hajmás (szk. Hajmáš) és Szőgyén (szk. Sedín), melyeket Nové Osady (korábban Švehlovo) néven összegeztek, Lencsehely (szk. Šošovičné vagy Lenčeheľ), valamint az egykori Tehel tartozik hozzá.

## Élővilága

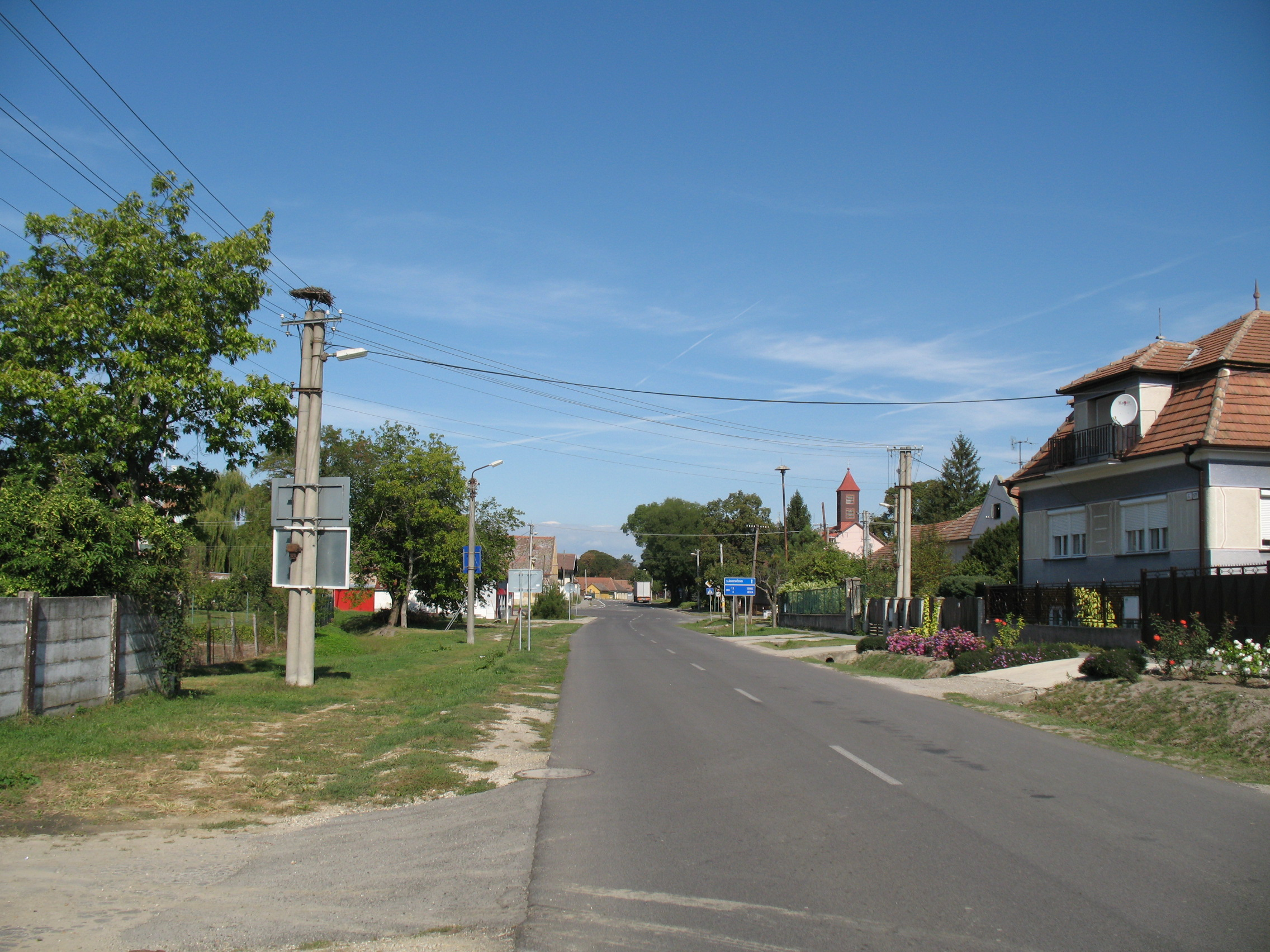
Gólyafészek 2012-ben

Nagyfödémesen három gólyafészket evidálnak. Az egyiket Szőgyénben, a másik kettőt a faluban. Jelenleg nincs rendelkezésre álló adat fészkelésről vagy költésről.

## Története
A község területe ősidők óta lakott, a hallstatt kor emberének települése került itt elő. A mai falut 1221-ben Fudemus néven említik először a pozsonyi vár tartozékaként. Neve a régi magyar födém (= méhkaptár) szóból ered, valószínűleg fejedelmi méhészek lakóhelye volt. A későbbiekben Wyfedenes, Fedemus alakban szerepel okiratokban. 1490-ben és 1505-ben I. Miksa császár serege dúlta fel. 1514-ben bakai Was Ferenc és bakai Themeskewzy Miklós elzálogosították németfödémesi birtokaikat kajali Dyenes Istvánnak. 1515-ben alsóborsai Chyorba András visszaadta bakai Besenyey László utódainak a zálogban lévő birtokaikat Bakán, Sewpre-n, Újfalun és Németfödémesen. 1516-ban bakai Themeskewzy Miklós fia Lénárd ismét elzálogosította Németfödémesi birtokait. A 16. században két faluból, Németfödémesből és Ófödémesből állt. 1646-ban a pozsonyi uradalom urbáriumában szerepel. Valószínűleg 1653-ban Pálffy Pál végrendelete szerint templomot építtettek. 1673-ban már iskoláját is említik.
Legrégebbi ismert pecsétje 1825-ből való. 1830-ban itt alapította Lacsny Miklós Magyarország első cukorgyárát. 1862-ben árvíz, 1865-ben tűzvész, 1866-ban kolerajárvány sújtotta.
Vályi András szerint "Nagy Födémes. Magyar falu Poson Vármegyében, földes Ura Gróf Pálfy Uraság, lakosai katolikusok, fekszik Puszta Födémestöl egy mértföldnyire. Határja gazdag, réttye, legelője jó, fája elég, vagyonnyainak eladására jó módgya, első Osztálybéli."
Fényes Elek szerint "Födémes (Nagy), népes magyar falu, Pozsony vmegyében, a kis Dunán tul, Diószeghez 1 mfd. távolságra. Számlál 1624 kath., 5 evang., 14 zsidó lak. Kath. paroch. templom. Határa nagy kiterjedésü, de részint homokos, azonban jó rozst, buzát, dinnyét terem; legelője tágas; erdeje szép, s vadakkal bővölködik. F. u. a Pálffy nemzetség seniorátusa, de benne Lacsny ur is szép inscriptionalis jószágot bir."
A trianoni békeszerződésig Pozsony vármegye Galántai járásához tartozott, 1938 és 1944 között újra Magyarország része, ekkor Nyitra és Pozsony k.e.e. vármegye tagja. 1976-ban a községhez csatolták Szőgyént és Hajmást.

## Népessége
| Év:            | 1994. | 2004.   | 2014.   | 2024.    |
| -------------- | ----- | ------- | ------- | -------- |
| Emberek száma: | 4215  | 4269    | 4441    | 5011     |
| Eltérés:       |       | +1,28 % | +4,02 % | +12,83 % |

| Év:            | 2023. | 2024.   |
| -------------- | ----- | ------- |
| Emberek száma: | 4989  | 5011    |
| Eltérés:       |       | +0,44 % |

1553-ban 30 adózó portája volt.
1880-ban 2383 lakosából 2047 magyar, 184 szlovák és 38 német anyanyelvű volt.
1890-ben 2471 lakosából 2406 magyar, 36 szlovák, 27 német és 2 egyéb anyanyelvű volt. Ebből 2372 római katolikus, 94 izraelita és 5 evangélikus felekezetű volt.
1900-ban 2706 lakosából 2640 magyar és 42 szlovák anyanyelvű volt.
1910-ben 2709 lakosából 2679 magyar és 16 szlovák anyanyelvű volt.
1921-ben 3005 lakosából 2971 magyar és 12 csehszlovák volt.
1930-ban 3309 lakosából 2844 magyar, 355 csehszlovák, 44 zsidó, 3 német, 1 ruszin, 6 állampolgárság nélküli és 56 egyéb nemzetiségű volt.
1941-ben 3515 lakosából 3473 magyar, 13 szlovák és 12 egyéb nemzetiségű volt.
1991-ben 4149 lakosából 3088 magyar és 1002 szlovák volt.
2001-ben 4180 lakosából 2971 magyar és 1164 szlovák volt.
2011-ben 4330 lakosából 2757 magyar, 1468 szlovák, 27 cigány, 15 cseh, 4 morva, 3 német, 2 lengyel, 1 bolgár, 9 egyéb és 44 ismeretlen nemzetiségű volt.
2021-ben 4665 lakosából 2503 (+106) magyar, 1940 (+134) szlovák, 2 (+9) cigány, (+4) ruszin, 51 (+2) egyéb és 169 ismeretlen nemzetiségű volt.

## Neves személyek
- Itt született 1697-ben Orosz Ferenc pálos rendi szerzetes, egyházi író.
- Itt született 1904-ben Takács Pál esperes, iskolafelügyelő.[13]
- Itt szolgált Klobusiczky Ferenc József János (1707-1760) többször püspök, majd kalocsai érsek.
- Itt tanított Zsilinszky István (1854–1927) magyar királyi postamester, tanító.
- Itt tanított Sipos Béla (1936) tanár.
- Itt birtokolt Lacsny Miklós (1776-1857) nyugalmazott jószágkormányzó, táblabíró.

## Nevezetességei

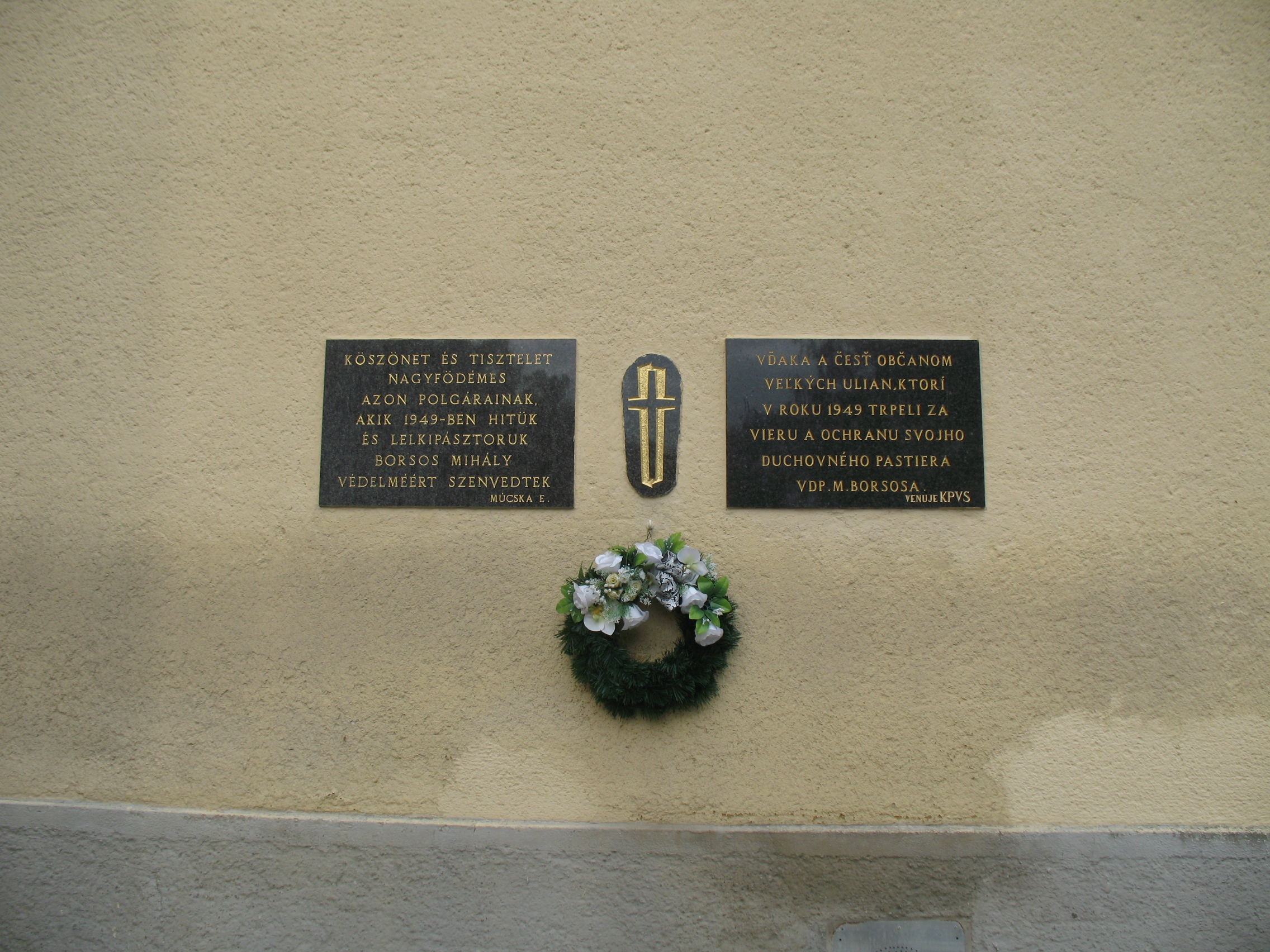
Borsos Mihályért szenvedők emléktáblája a templom falán
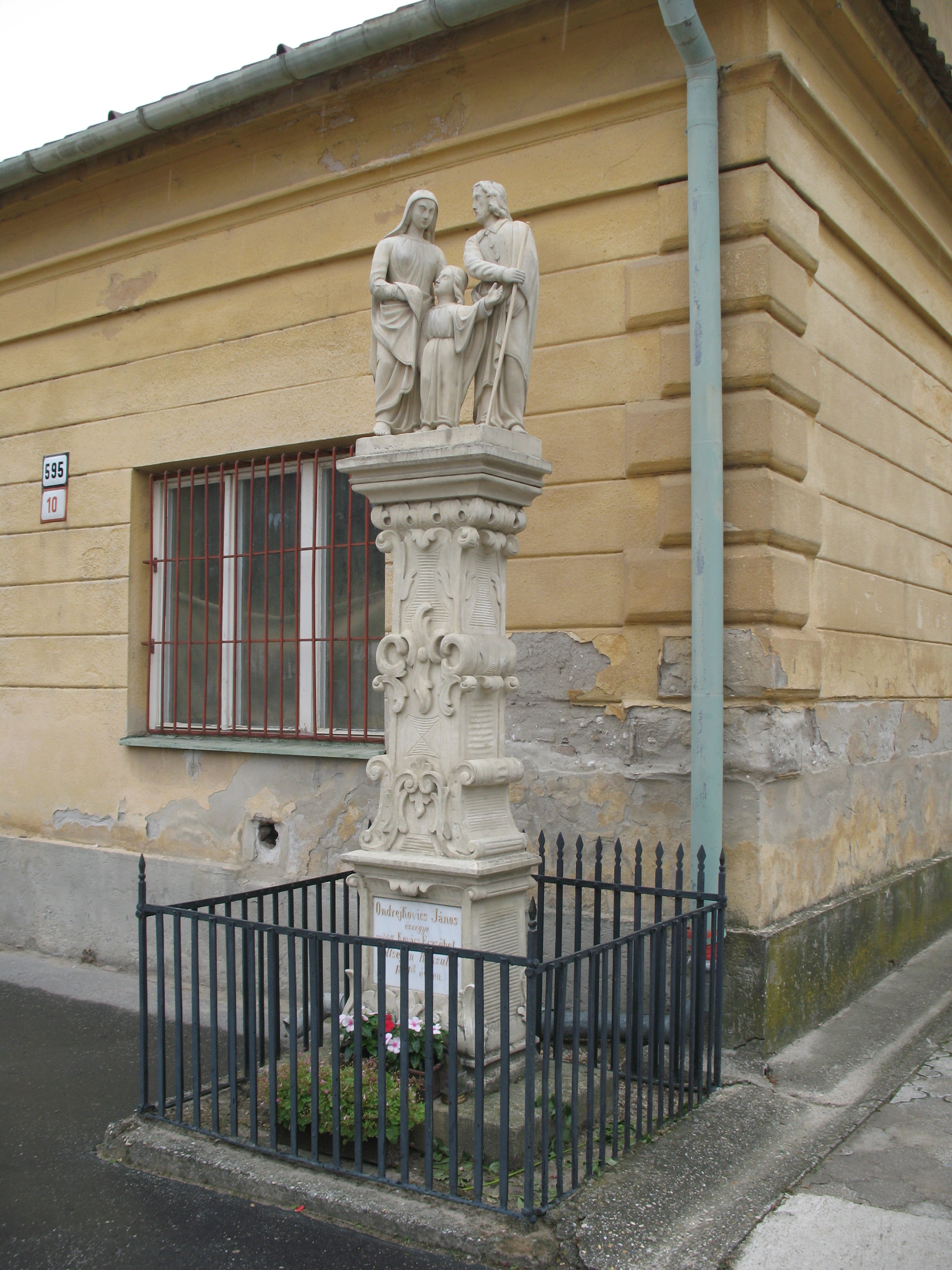
Szent család
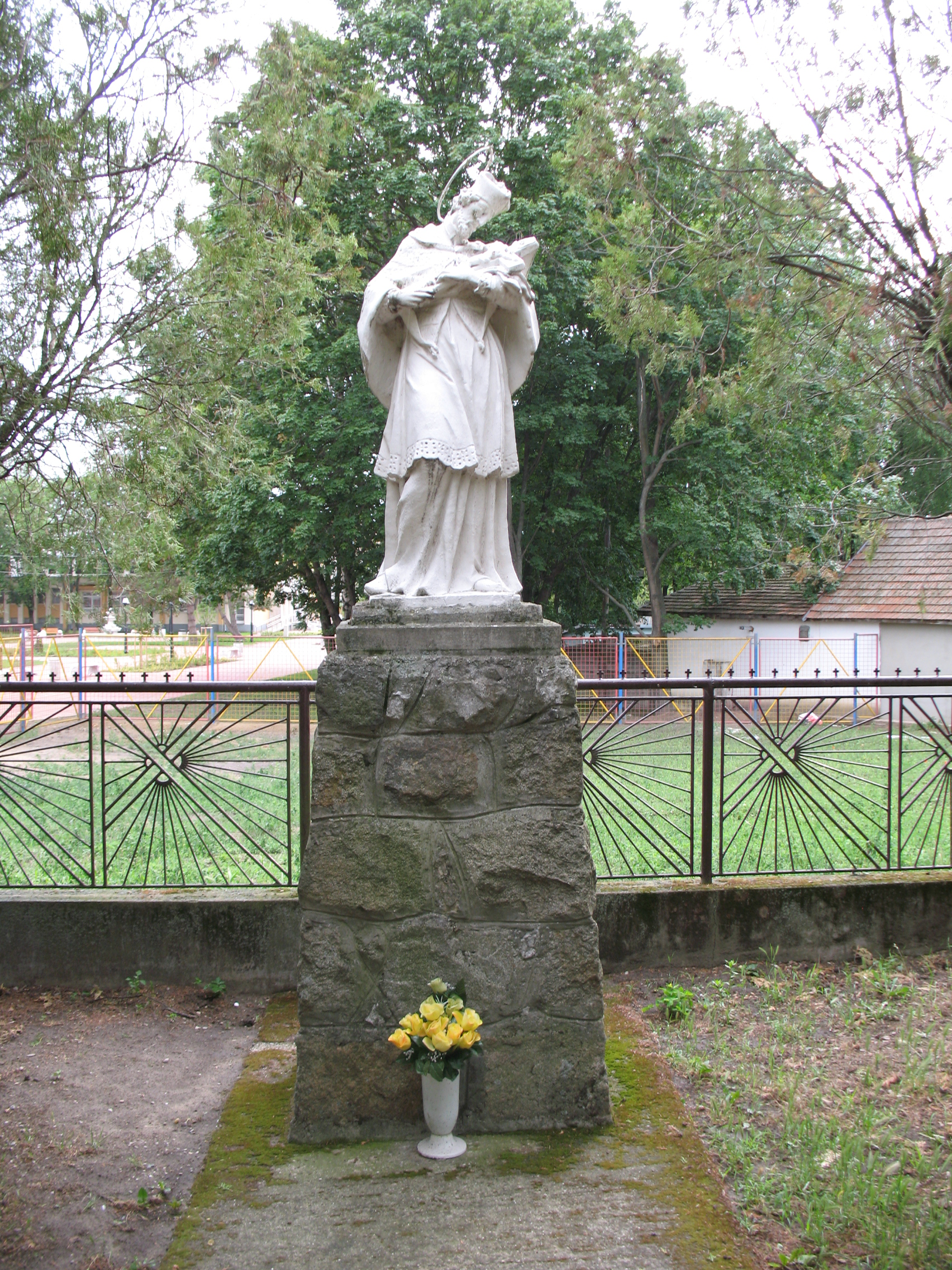
Nepomuki Szent János
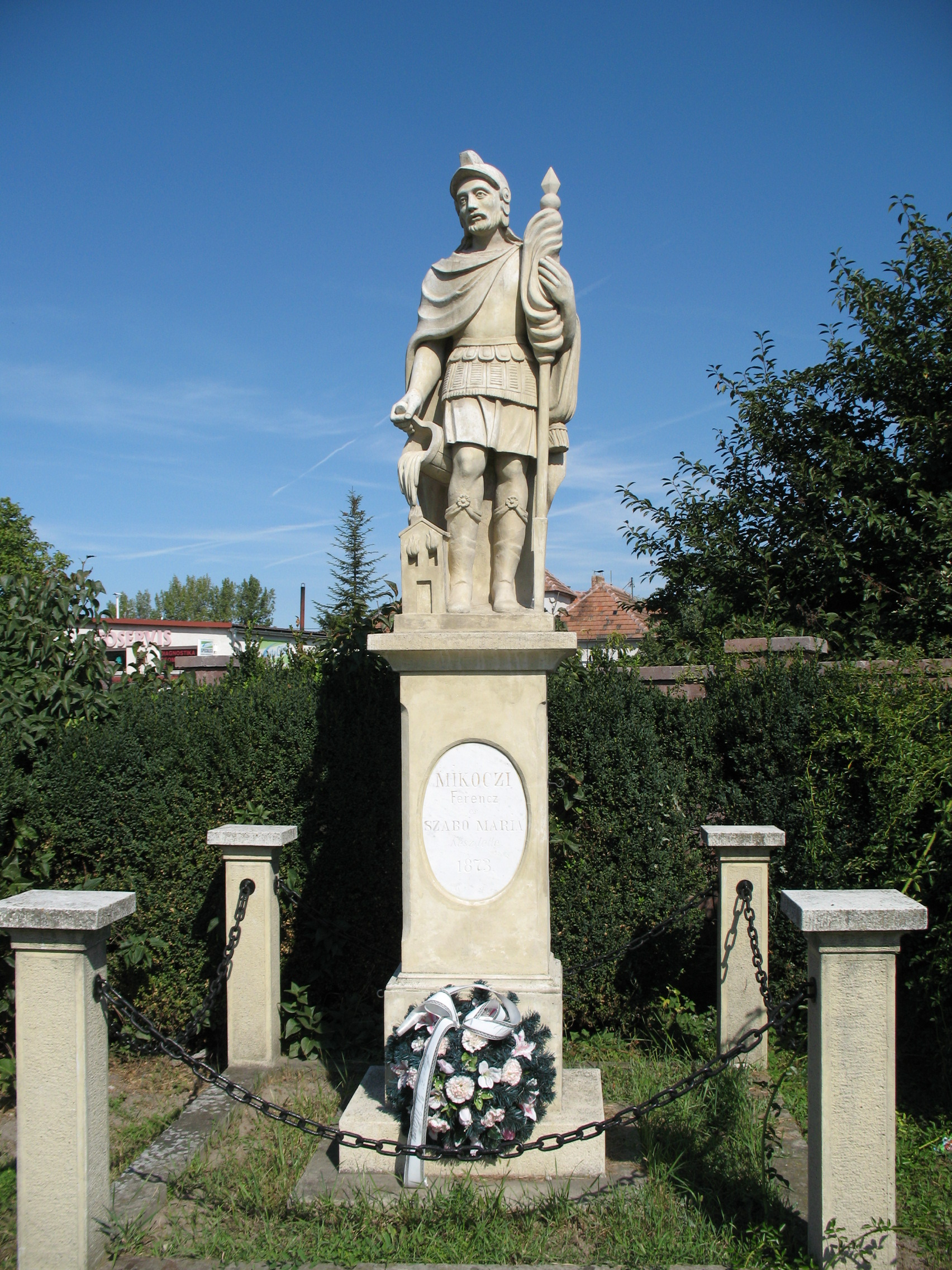
Szent Flórián
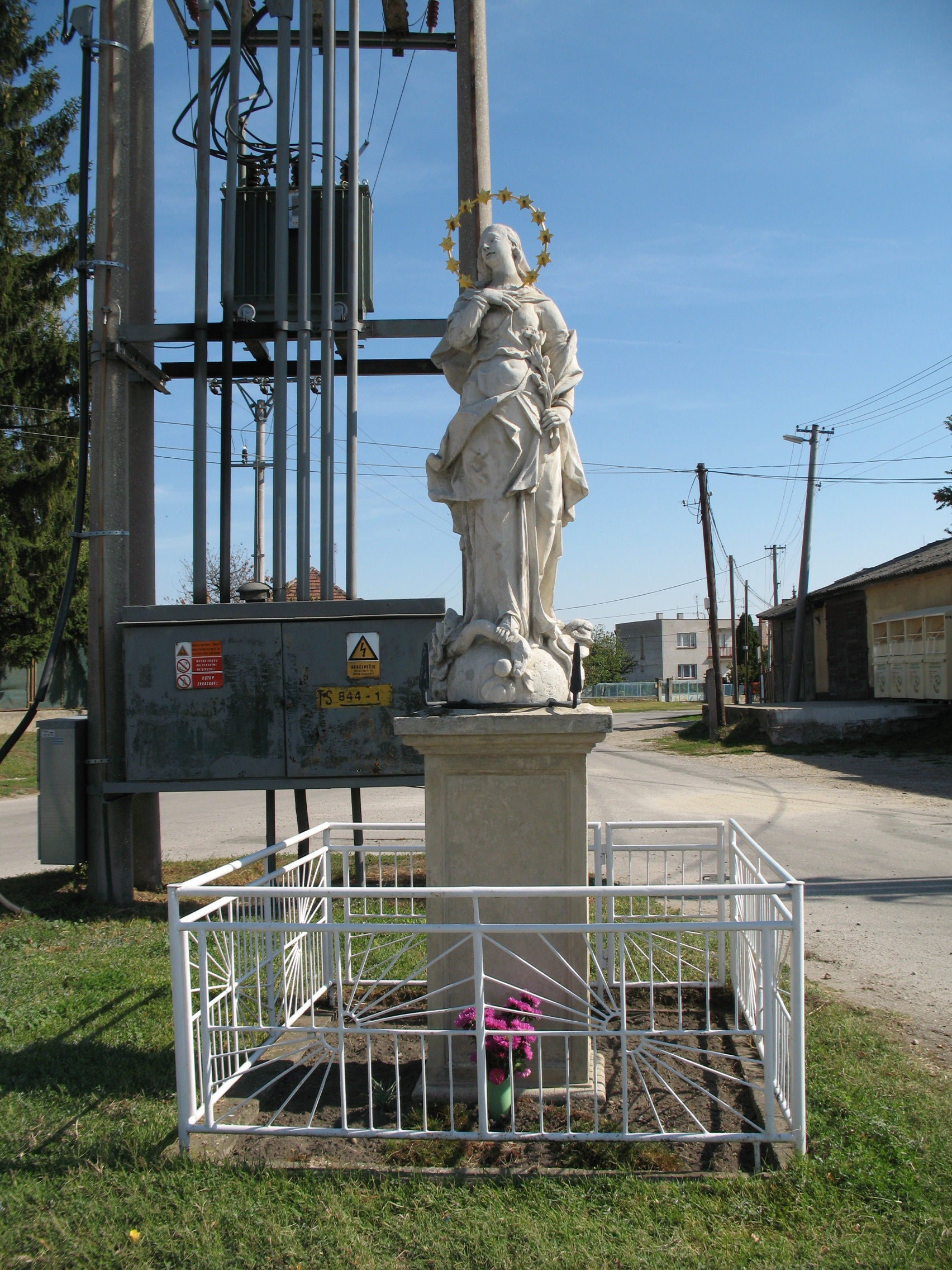
Szűz Mária
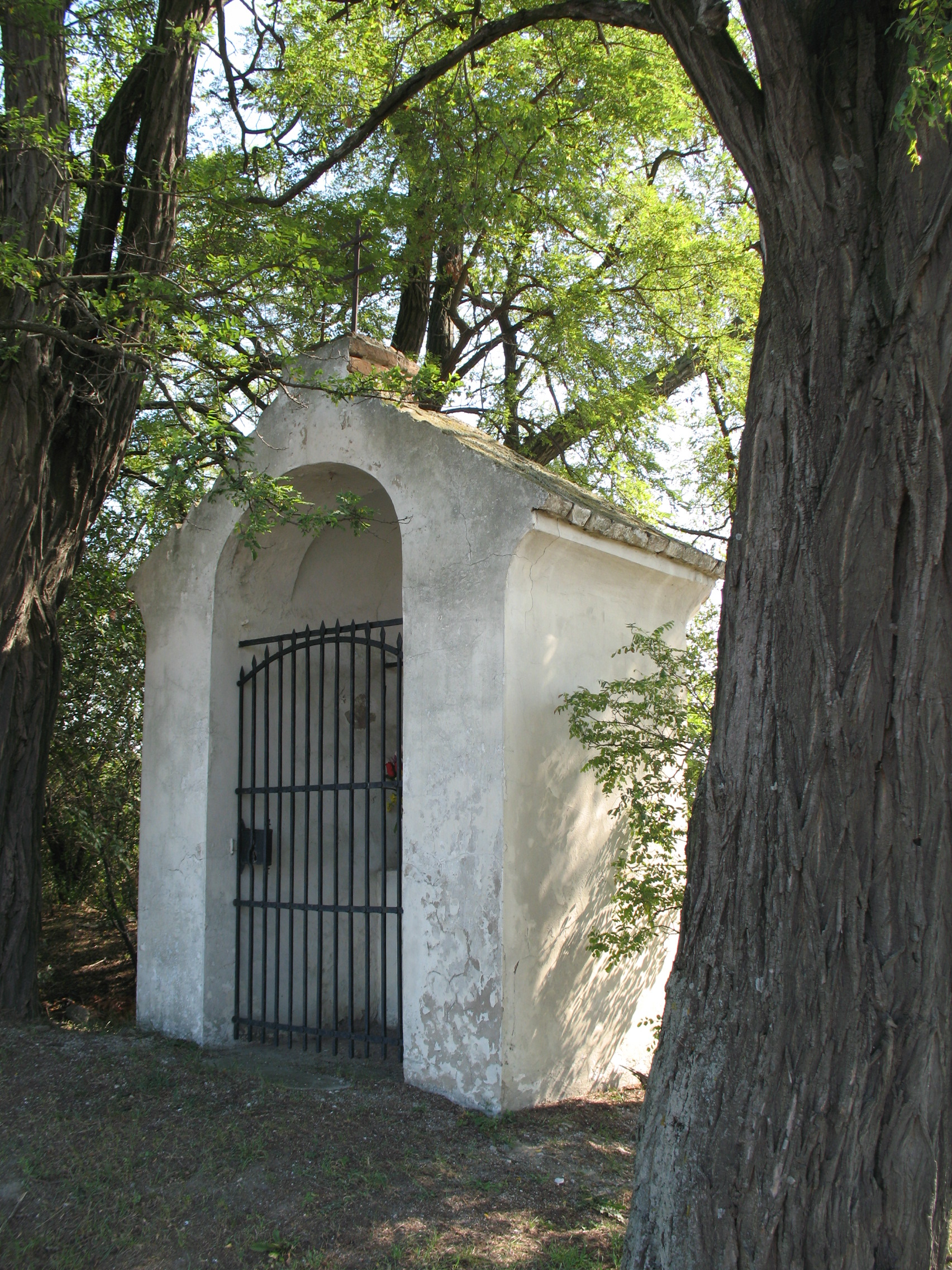
Szentháromság kápolna

- Mihály arkangyal tiszteletére szentelt római katolikus temploma 1670-ben épült. Tornya 1718-ban készült. 1756-ban mellékhajóval bővítették. 1958-ban renoválták.
- A temető mellett emelkedő Kálvária kápolna 1756-ban épült a Hétfájdalmú Szűzanya tiszteletére. A keresztút stációi 1900-ban készültek.
- Az evangélikus templomot 1958-ban a Pálffy-uradalom egykori gazdasági épületéből alakították ki.
- A Lacsny-kúria 1828-ban épült.
- A faluban tájház működik, mely a régi népi építkezést mutatja be.
- Mátyusföldi Fesztivál.
- Falunapok.

## Iskolaügy
- A Borsos Mihály Magyar tanítási nyelvű általános iskolájának 130, szlovák iskolájának 270 tanulója van.

## Nagyfödémes Testvérvárosa
Jánossomorja – (Magyarország) (2004-től)

## Külső hivatkozások
- Hivatalos oldal
- Községinfó
- Nagyfödémes Szlovákia térképén
- A község a szlovák múzeumok honlapján
- Travelatlas.sk
- E-obce.sk Archiválva 2007. október 19-i dátummal a Wayback Machine-ben